# 古尔·马里亚
古尔·马里亚（Guor Marial，1984年4月15日—）是南苏丹一名田径运动员，丁卡人。古尔·马里亚在8岁时从苏丹的儿童劳改营逃离，随后在埃及生活了一段时间，11岁时以难民的身份到达美国，现已获得美国永久居住权。在2012年伦敦奥运会，古尔·马里亚以独立参赛选手的身份参加了男子马拉松比赛，获得第47名。马里亚成为奥运会历史上个人参赛的第一人。